# Добра Савова
Добра Савова е българска народна певица от Добруджанската фолклорна област.

## Биография
Добра Савова е родена в добруджанското село Коритен на 22 април 1932 г. Още от малка тя пее песните, които е заучила от майка си и от по-големите си сестри и братя. В училище Добра е най-добрата певица и желана участничка във всички ученически концерти и забави. Талантът ѝ е забелязан на фестивал на художествената самодейност в Добрич през 1950 година и Савова е поканена за записи в Радио „Варна“. През 1952 г. Добра Савова прави първите си записи в Радио „Варна“ и става редовна сътрудничка на радиото. Следват записи и за „Балкантон“, БНР и БНТ. Става солистка на Фолклорен ансамбъл „Варна“, с който има изпълнения на множество фолклорни събори, фестивали и концерти.
Репертоарът на Добра Савова е от Добруджанската фолклорна област и предимно от родното ѝ село Коритен. Той включва над 500 песни, сред които най-популярни са: „Есен се заесенява“, „Добруджо, юнашка Добруджо“, „Проводил Кольо за Рада“, „Калино, Малино“, „Залюбих, мамо, Еленка“, „Че кой ма дявол караше“ и др. Гласът ѝ се характеризира с мекота, топлота и богато, прецизно фразиране.
Добра Савова е носителка на множество награди от събори и надпявания (в Копривщица, на Агликина поляна) и наградата на Съюза на музикалните и танцови дейци в България. Наричана е едно от „златните гърла“ на Североизточна България, наред с певиците Верка Сидерова, Ева Георгиева, Калинка Вълчева и Соня Кънчева.
Песента „Мари Добро, гюл Добрано“, която е най-известна в изпълнение на Младен Енчев, е посветена на Добра Савова. Нейният автор (текст и музика) е Младен Енчев.
Умира на 22 юни 2024 г. на 92-годишна възраст.

## Дискография

### Малки плочи
- „Изпълнения на Добра Савова“
(EP, Балкантон – ВНМ 5913)[3]
- „Изпълнения на Добра Савова“
(EP, Балкантон – ВНМ 6085)[4]
- „Изпълнения на Добра Савова“
(EP, Балкантон – ВНМ 6252)[5]

### Дългосвирещи плочи
- 1983 – „Добра Савова пее добруджански народни песни“
(Балкантон – ВНА 10787)[6]

### Компактдискове
- 2007 – „Есен се заесенява“
(Gega New – GD 323)